# Unorthodox (miniserie)
Unorthodox is een Duits-Amerikaanse miniserie die debuteerde op de streamingdienst Netflix op 26 maart 2020. Het verhaal is gebaseerd op de autobiografie van Deborah Feldman uit 2012: Unorthodox: The Scandalous Rejection of My Hasidic Roots. Het is de eerste Netflix-serie waarin voornamelijk Jiddisch gesproken wordt.

## Verhaal
Een 19-jarig Joods meisje, genaamd 
Esther Shapiro (Esty), vlucht uit haar gearrangeerd huwelijk en van de ultraorthodoxe gemeenschap in Williamsburg, een wijk van het New Yorkse stadsdeel Brooklyn. Ze gaat naar Berlijn, waar haar moeder woont, met wie ze geen goede band heeft. Daar leert ze jongeren kennen die in de muziekwereld zitten en zij wil ook naar het conservatorium, hoewel ze enkel wat pianolessen gehad heeft. Haar man, die ontdekt dat Esty zwanger is, gaat met zijn neef Moishe naar Berlijn om haar terug te vinden.

## Rolverdeling
- Shira Haas als Esther "Esty" Shapiro[4]
- Jeff Wilbusch als Moishe Lefkovitch
- Amit Rahav als Yanky Shapiro
- Alex Reid als Leah Mandelbaum
- Ronit Asheri als Malka Schwartz
- Gera Sandler als Mordechai Schwartz
- Dina Doron als Esty's grootmoeder ("Bubbe")
- Aaron Altaras als Robert
- Tamar Amit-Joseph als Yael Roubeni
- Aziz Deyab als Salim
- David Mandelbaum als Zeidy
- Delia Mayer als Miriam Shapiro
- Felix Mayr als Mike
- Eli Rosen als Rabbi Yossele
- Safinaz Sattar als Dasia
- Langston Uibel als Axmed
- Isabel Schosnig als Nina Decker
- Laura Beckner als Vivian Dropkin
- Harvey Friedman als Symcha Shapiro
- Lenn Kudrjawizki als Igor
- Yousef 'Joe' Sweid als Karim Nuri

## Productie
Deborah Feldman benaderde schrijvers Winger en Karolinski om van haar autobiografie een tv-serie te maken. De flash-backs in de serie spelen zich af in New York en worden voornamelijk in het Jiddisch gesproken en zijn gebaseerd op het boek. Het heden speelt zich af in Berlijn, waar voornamelijk Engels gesproken wordt, dit verhaal is fictief.
Eli Rosen was een van de eerste die gecast werd als specialist in het Jiddisch. Hij vertaalde de scripts en hielp de acteurs met hun uitspraak en speelde zelf een rabbijn. Acteur Jeff Wilbusch was de enige van de vier hoofdacteurs die zelf Jiddisch sprak, via de Mea Sjearim-wijk in Jeruzalem.

## Making Unorthodoxdocumentaire
Netflix heeft een documentaire uitgebracht, Making Unorthodox, die het creatieve proces, het filmen van de miniserie en de verschillen tussen de serie en de autobiografie van Deborah Feldman laat zien.